# Bolsjoj City
Bolsjoj City (Russisch: Большой Сити; Bolsjoj Siti; "Grote Stad"), ook bekend onder de naam Moscow-City-2 (Москва-Сити–2; Moskva-Siti-2) en officieel Moskou - Nieuw Centrum (Москва — Новый центр; Moskva - Novy tsentr) genoemd, is een gepland district in de Russische hoofdstad Moskou, dat op de plek van een aantal verouderde industriegebieden tussen het zakendistrict Moscow-City en de Choresjovskoje sjosse (hoofdweg van Choresjovo). Het project moet volgens de voorlopige plannen een oppervlakte van 1000 hectare krijgen en een investering vergen van naar schatting 100 miljard dollar, waarmee Bolsjoj City het grootste investeringsproject van Rusland zou moeten worden.

## Voorzieningen
De bedoeling is dat het complex net als Moscow-City zal gaan functioneren als een 'stad in een stad', maar ditmaal met veel meer woonruimte, waaraan in Moskou een chronisch tekort is. Met 1000 hectare is het ook tienmaal zo groot en wordt wel vergeleken met het Londense Docklands en het Parijse La Défense. Er moet volgens de plannen ongeveer 21 miljoen m² aan gebouwen verrijzen, waarvan 17,55 miljoen m² bovengronds. De verdeling wordt gesteld op 8,64 miljoen m² aan woonruimte, 7,93 miljoen m² aan kantoren en gebouwen voor het gemeentebestuur en 1 miljoen m² aan stedelijke voorzieningen. Er moeten verder winkelcentra, tentoonstellingsruimten en groenvoorzieningen verschijnen. De stroomvoorziening moet worden geregeld door vier gasaangedreven warmte-krachtcentrales (TETS) met een vermogen van elk 1500 MW.

## Verbindingen
Een probleem van het centrum is het gebrek aan metroverbindingen ter plaatse. Er bevinden zich wel veel wegverbindingen in de buurt, maar door de congestie vormen deze nauwelijks een goed alternatief. Er zijn daarom ook nieuwe transportverbindingen opgenomen in het plan om het gebied beter te ontsluiten.

## Tijdschema
De eerste plannen voor het district ontstonden midden jaren 90 van de 20e eeuw. De eerste concrete stappen werden gezet in 2004 toen door de stadsautoriteiten een bedrijf werd aangetrokken (AFK 'Sistema'). In 2005 werd het plan op 400 hectare gesteld, maar in 2006 werd dit verdubbeld tot 800 hectare en vervolgens opgetrokken tot 1000 hectare, al wordt de mogelijkheid opengehouden dat het nog groter gaat worden. In juli 2008 gaf burgemeester Loezjkov zijn goedkeuring aan het plan.
Voor de bouw zijn nog geen concrete plannen gemaakt. Verwacht wordt dat de bouwwerkzaamheden ergens tussen 2010 en 2012 zullen beginnen en ergens tussen 2018 en 2020 zullen worden afgerond, al zal de kredietcrisis deze planning waarschijnlijk nog verder uitstellen. In 2008 raakte het bedrijf Sistema in de financiële problemen, waardoor het tijdschema nog verder in de war werd gegooid.